# Решке, Ян
Ян Мечислав Ре́шке (пол. Jan Mieczysław Reszke, также Жан де Решке (фр. Jean de Reszke); 1850 — 1925) — польский оперный певец (баритон, позднее — тенор, лирико-драматический тенор), крупнейшая звезда оперы конца XIX века.

## Биография
Ученик Франческо Чаффеи, Франческо Ламперти, Антонио Котоньи. Дебютировал как баритон в 1874 г. в венецианском театре «Ла Фениче» (Альфонс в опере «Фаворитка» Г. Доницетти). В 1870-е годы пел ведущие баритоновые партии в театрах Италии, Франции, Англии. Дебютировал как тенор в 1879 г. в Мадридской опере (заглавная партия в опере «Роберт-дьявол» Дж. Мейербера) и с тех пор пел только (драматические) теноровые партии. В 1884—1887 годах — солист Парижской оперы. В 1884 году вместе с сестрой и братом с триумфом выступил на этой сцене, во французской премьере «Иродиады» Массне (Ян в партии Иоанна, Юзефина в партии Саломеи, Эдвард в партии Фануэля). Много гастролировал, в частности в Санкт-Петербурге в 1890—1891 и 1897—1898 годах (вместе с братом). Закончил выступления на оперной сцене в 1902 г.
В числе его учеников была  Зельма Курс.

## Оперные партии

### Баритон
- «Севильский цирюльник» Джоаккино Россини — Фигаро
- «Фаворитка» Г. Доницетти — Альфонс

### Тенор
- «Нюрнбергские мейстерзингеры» Рихарда Вагнера — Вальтер
- «Роберт-дьявол» Дж. Мейербера — Роберт, герцог Нормандский
- «Иродиада» Массне — Иоанн